# Max Raabe/Diskografie
Diese Diskografie ist eine Übersicht über die musikalischen Werke des deutschen Sängers Max Raabe und den Veröffentlichungen mit seinem Palast Orchester. Den Quellenangaben und Schallplattenauszeichnungen zufolge hat er bisher mehr als 550.000 Tonträger verkauft. Seine erfolgreichste Veröffentlichung ist das 19. Studioalbum Küssen kann man nicht alleine mit über 200.000 verkauften Einheiten.

## Alben

### Studioalben
| Jahr | Titel Musiklabel                                                                        | Höchstplatzierung, Gesamtwochen, AuszeichnungChartplatzierungen (Jahr, Titel, Musiklabel, Platzierungen, Wochen, Auszeichnungen, Anmerkungen) | Höchstplatzierung, Gesamtwochen, AuszeichnungChartplatzierungen (Jahr, Titel, Musiklabel, Platzierungen, Wochen, Auszeichnungen, Anmerkungen) | Höchstplatzierung, Gesamtwochen, AuszeichnungChartplatzierungen (Jahr, Titel, Musiklabel, Platzierungen, Wochen, Auszeichnungen, Anmerkungen) | Anmerkungen |
| Jahr | Titel Musiklabel                                                                        | DE | AT | CH | Anmerkungen |
| ---- | --------------------------------------------------------------------------------------- | --- | --- | --- | --- |
| 1988 | Folge 1 – Die Männer sind schon die Liebe wert Monopol Records                          | — | — | — | Erstveröffentlichung: September 1988                                                                                       |
| 1989 | Folge 2 – Kleines Fräulein, einen Augenblick Monopol Records                            | — | — | — | Erstveröffentlichung: Oktober 1989                                                                                         |
| 1991 | Folge 3 – Ich hör’ so gern Musik Monopol Records                                        | — | — | — | Erstveröffentlichung: 1991                                                                                                 |
| 1994 | Folge 5 – Dort tanzt Lu-Lu! Monopol Records                                             | — | — | — | Erstveröffentlichung: Juni 1994                                                                                            |
| 1995 | Folge 6 – Bel Ami Monopol Records                                                       | — | — | — | Erstveröffentlichung: 1995                                                                                                 |
| 1996 | Folge 7 – Music, Maestro, Please! Monopol Records                                       | — | — | — | Erstveröffentlichung: 16. September 1996                                                                                   |
| 1997 | Folge 8 – Mein kleiner grüner Kaktus Monopol Records                                    | DE64 (7 Wo.)DE | — | — | Erstveröffentlichung: 7. April 1997                                                                                        |
| 1999 | Ein Freund, ein guter Freund RCA Records                                                | — | AT38 (3 Wo.)AT | — | Erstveröffentlichung: 1. März 1999                                                                                         |
| 1999 | Folge 9 – Junger Mann im Frühling Monopol Records                                       | — | — | — | Erstveröffentlichung: 15. März 1999                                                                                        |
| 2000 | Krokodile und andere Hausfreunde BMG Rights Management / RCA Records                    | — | — | — | Erstveröffentlichung: 3. April 2000                                                                                        |
| 2000 | Die Hits des Jahres BMG Rights Management / RCA Records                                 | DE77 (4 Wo.)DE | AT62 (3 Wo.)AT | — | Erstveröffentlichung: 27. November 2000                                                                                    |
| 2001 | Charming Weill: Dance Band Arrangements BMG Rights Management / RCA Records             | — | — | — | Erstveröffentlichung: 5. Februar 2001                                                                                      |
| 2001 | Super Hits BMG Rights Management / RCA Records                                          | — | — | — | Erstveröffentlichung: 7. Juli 2001                                                                                         |
| 2002 | Super Hits 2 RCA Records                                                                | DE49 (3 Wo.)DE | — | — | Erstveröffentlichung: 7. Januar 2002                                                                                       |
| 2002 | Ich wollt’ ich wär ein Huhn RCA Records                                                 | — | — | — | Erstveröffentlichung: 3. Juni 2002                                                                                         |
| 2006 | Komm, lass uns einen kleinen Rumba tanzen Warner Music                                  | DE32 (5 Wo.)DE | AT61 (2 Wo.)AT | — | Erstveröffentlichung: 2. März 2006                                                                                         |
| 2007 | Erinnerungen in Musik Monopol Records                                                   | — | — | — | Erstveröffentlichung: 7. September 2007                                                                                    |
| 2010 | Übers Meer Decca Records                                                                | DE28 (7 Wo.)DE | — | — | Erstveröffentlichung: 15. Januar 2010                                                                                      |
| 2011 | Küssen kann man nicht alleine / One Cannot Kiss Alone (englische Version) Decca Records | DE3 Platin · (43 Wo.)DE | AT11 (20 Wo.)AT | CH39 (21 Wo.)CH | Erstveröffentlichung: 28. Januar 2011 (DE-Version) Erstveröffentlichung: 21. Februar 2012 (EN-Version) Verkäufe: + 200.000 |
| 2013 | Für Frauen ist das kein Problem Decca Records                                           | DE2 Gold · (23 Wo.)DE | AT10 (12 Wo.)AT | CH38 (5 Wo.)CH | Erstveröffentlichung: 11. Januar 2013 Verkäufe: + 100.000                                                                  |
| 2017 | Der perfekte Moment … wird heut verpennt We Love Music                                  | DE15 Gold · (26 Wo.)DE | AT17 (9 Wo.)AT | — | Erstveröffentlichung: 27. Oktober 2017 Verkäufe: + 100.000                                                                 |
| 2022 | Wer hat hier schlechte Laune We Love Music                                              | DE3 (24 Wo.)DE | AT23 (6 Wo.)AT | CH75 (2 Wo.)CH | Erstveröffentlichung: 14. Oktober 2022                                                                                     |
| 2023 | Mir ist so nach dir – Klassiker der 20er und 30er Deutsche Grammophon                   | DE8 (12 Wo.)DE | AT34 (2 Wo.)AT | CH72 (2 Wo.)CH | Erstveröffentlichung: 29. September 2023                                                                                   |

### Livealben
| Jahr | Titel Musiklabel                                                                              | Höchstplatzierung, Gesamtwochen, AuszeichnungChartplatzierungen (Jahr, Titel, Musiklabel, Platzierungen, Wochen, Auszeichnungen, Anmerkungen) | Höchstplatzierung, Gesamtwochen, AuszeichnungChartplatzierungen (Jahr, Titel, Musiklabel, Platzierungen, Wochen, Auszeichnungen, Anmerkungen) | Höchstplatzierung, Gesamtwochen, AuszeichnungChartplatzierungen (Jahr, Titel, Musiklabel, Platzierungen, Wochen, Auszeichnungen, Anmerkungen) | Anmerkungen                                                 |
| Jahr | Titel Musiklabel                                                                              | DE | AT | CH | Anmerkungen                                                 |
| ---- | --------------------------------------------------------------------------------------------- | --- | --- | --- | ----------------------------------------------------------- |
| 1993 | Folge 4 – Live im Wintergarten (auch bekannt als: Eine Nacht im Wintergarten) Monopol Records | — | — | — | Erstveröffentlichung: Juli 1993                             |
| 2003 | Palast Revue Warner Music                                                                     | DE56 (9 Wo.)DE | — | — | Erstveröffentlichung: 17. November 2003                     |
| 2007 | Max Raabe … singt Monopol Records                                                             | — | — | — | Erstveröffentlichung: 5. Januar 2007                        |
| 2008 | Heute Nacht oder nie – Live in New York – Das Carnegie Hall Konzert SPV                       | DE32 Platin (Jazz-Award) · (8 Wo.)DE | — | — | Erstveröffentlichung: 11. April 2008 Verkäufe: + 50.000     |
| 2014 | Eine Nacht in Berlin Deutsche Grammophon                                                      | DE18 (8 Wo.)DE | AT41 (3 Wo.)AT | — | Erstveröffentlichung: 28. November 2014                     |
| 2019 | MTV Unplugged Decca Records                                                                   | DE2 Gold · (45 Wo.)DE | AT14 (6 Wo.)AT | CH40 (4 Wo.)CH | Erstveröffentlichung: 22. November 2019 Verkäufe: + 100.000 |

### Kompilationen
| Jahr | Titel Musiklabel                                                              | Höchstplatzierung, Gesamtwochen, AuszeichnungChartplatzierungen (Jahr, Titel, Musiklabel, Platzierungen, Wochen, Auszeichnungen, Anmerkungen) | Höchstplatzierung, Gesamtwochen, AuszeichnungChartplatzierungen (Jahr, Titel, Musiklabel, Platzierungen, Wochen, Auszeichnungen, Anmerkungen) | Höchstplatzierung, Gesamtwochen, AuszeichnungChartplatzierungen (Jahr, Titel, Musiklabel, Platzierungen, Wochen, Auszeichnungen, Anmerkungen) | Anmerkungen                          |
| Jahr | Titel Musiklabel                                                              | DE | AT | CH | Anmerkungen                          |
| ---- | ----------------------------------------------------------------------------- | --- | --- | --- | ------------------------------------ |
| 1996 | Die größten Erfolge Monopol Records                                           | DE91 (4 Wo.)DE | — | — | Erstveröffentlichung: 1996           |
| 1997 | Tanz Gala Monopol Records                                                     | — | — | — | Erstveröffentlichung: 1997           |
| 1997 | 10 Jahre Palast Orchester 1987–1997 Monopol Records                           | — | — | — | Erstveröffentlichung: 1997           |
| 2001 | Das Palast Orchester mit seinem Sänger Max Raabe Da Music (Monopol)           | — | — | — | Erstveröffentlichung: September 2001 |
| 2002 | Das Palast Orchester mit seinem Sänger Max Raabe – Folge 2 Da Music (Monopol) | — | — | — | Erstveröffentlichung: Mai 2002       |
| 2004 | Hitpalast BMG Right Management                                                | — | — | — | Erstveröffentlichung: 4. Mai 2004    |
| 2006 | Wochenend & Sonnenschein RCA Records                                          | — | — | — | Erstveröffentlichung: 6. März 2006   |
| 2013 | Golden Age Decca Records / Deutsche Grammophon                                | — | — | — | Erstveröffentlichung: 10. Mai 2013   |

### Soundtracks
| Jahr | Titel Musiklabel                                            | Höchstplatzierung, Gesamtwochen, AuszeichnungChartplatzierungen (Jahr, Titel, Musiklabel, Platzierungen, Wochen, Auszeichnungen, Anmerkungen) | Höchstplatzierung, Gesamtwochen, AuszeichnungChartplatzierungen (Jahr, Titel, Musiklabel, Platzierungen, Wochen, Auszeichnungen, Anmerkungen) | Höchstplatzierung, Gesamtwochen, AuszeichnungChartplatzierungen (Jahr, Titel, Musiklabel, Platzierungen, Wochen, Auszeichnungen, Anmerkungen) | Anmerkungen                                                         |
| Jahr | Titel Musiklabel                                            | DE | AT | CH | Anmerkungen                                                         |
| ---- | ----------------------------------------------------------- | --- | --- | --- | ------------------------------------------------------------------- |
| 1994 | Der bewegte Mann BMG Rights Management / Constantin Records | DE64 (9 Wo.)DE | — | — | Erstveröffentlichung: 4. Oktober 1994 Splitalbum mit Torsten Breuer |

### Musicalalben
| Jahr | Titel Musiklabel                                         | Anmerkungen                                                                       |
| ---- | -------------------------------------------------------- | --------------------------------------------------------------------------------- |
| 1999 | Die Dreigroschenoper BMG Rights Management / RCA Records | Erstveröffentlichung: 4. Oktober 1999 mit Ensemble Modern, HK Gruber & Nina Hagen |

### EPs
| Jahr | Titel Musiklabel                                                               | Anmerkungen                             |
| ---- | ------------------------------------------------------------------------------ | --------------------------------------- |
| 1992 | Jubiläums-Sonderausgabe 1987–1992: Kein Schwein ruft mich an … Monopol Records | Erstveröffentlichung: September 1992    |
| 2020 | Perfekte Weihnachtsmomente Universal Music                                     | Erstveröffentlichung: 17. Dezember 2020 |

### Weihnachtsalben
| Jahr | Titel Musiklabel                              | Anmerkungen                              |
| ---- | --------------------------------------------- | ---------------------------------------- |
| 2002 | Vom Himmel hoch, da komm’ ich her RCA Records | Erstveröffentlichung: 4. November 2002   |
| 2006 | Advent RCA Records                            | Erstveröffentlichung: 25. September 2006 |

## Singles

### Als Leadmusiker
| Jahr | Titel Album | Höchstplatzierung, Gesamtwochen, AuszeichnungChartplatzierungen (Jahr, Titel, Album, Platzierungen, Wochen, Auszeichnungen, Anmerkungen) | Höchstplatzierung, Gesamtwochen, AuszeichnungChartplatzierungen (Jahr, Titel, Album, Platzierungen, Wochen, Auszeichnungen, Anmerkungen) | Höchstplatzierung, Gesamtwochen, AuszeichnungChartplatzierungen (Jahr, Titel, Album, Platzierungen, Wochen, Auszeichnungen, Anmerkungen) | Anmerkungen                                                                            |
| Jahr | Titel Album | DE | AT | CH | Anmerkungen                                                                            |
| ---- | --- | --- | --- | --- | -------------------------------------------------------------------------------------- |
| 1994 | Die Männer sind schon die Liebe wert Folge 1 – Die Männer sind schon die Liebe wert                                                      | — | — | — | Erstveröffentlichung: 1994                                                             |
| 1995 | Carmen, hab’ Erbarmen Folge 6 – Bel Ami                                                                                                  | — | — | — | Erstveröffentlichung: 1995                                                             |
| 1995 | Jene irritierte Auster – | — | — | — | Erstveröffentlichung: Juli 1995 mit Hildegard Knef                                     |
| 1997 | Rinderwahn Folge 8 – Mein kleiner grüner Kaktus                                                                                          | — | — | — | Erstveröffentlichung: 1997                                                             |
| 1999 | Junger Mann im Frühling / Weine nicht, Mütterlein Folge 9 – Junger Mann im Frühling                                                      | — | — | — | Erstveröffentlichung: 22. März 1999                                                    |
| 1999 | Kein Schwein ruft mich an Jubiläums-Sonderausgabe 1987–1992: Kein Schwein ruft mich an …                                                 | — | — | — | Erstveröffentlichung: 25. Mai 1999                                                     |
| 2005 | Viagra Ein Freund, ein guter Freund | — | — | — | Erstveröffentlichung: 2005                                                             |
| 2005 | Klonen kann sich lohnen Palast Revue | — | — | — | Erstveröffentlichung: 21. Juni 2005                                                    |
| 2006 | Schieß den Ball ins Tor Komm, laß uns einen kleinen Rumba tanzen                                                                         | DE36 (9 Wo.)DE | — | — | Erstveröffentlichung: 3. März 2006 mit Heino Ferch & Peter Lohmeyer                    |
| 2011 | Küssen kann man nicht alleine | — | — | — | Erstveröffentlichung: 14. Januar 2011 Neuauflage: 8. November 2019 (feat. Namika)      |
| 2011 | Ich bin nur wegen dir hier Küssen kann man nicht alleine                                                                                 | — | — | — | Erstveröffentlichung: 6. Mai 2011                                                      |
| 2011 | Mit dir möchte ich immer Silvester feiern Küssen kann man nicht alleine                                                                  | — | — | — | Erstveröffentlichung: 18. November 2011                                                |
| 2012 | Für Frauen ist das kein Problem | DE77 (1 Wo.)DE | — | — | Erstveröffentlichung: 7. Dezember 2012                                                 |
| 2013 | Kleine Lügen Für Frauen ist das kein Problem                                                                                             | — | — | — | Erstveröffentlichung: 19. April 2013                                                   |
| 2013 | Lasst mich rein, ich hör Musik Für Frauen ist das kein Problem – Zugabe                                                                  | — | — | — | Erstveröffentlichung: 20. September 2013                                               |
| 2017 | Der perfekte Moment … wird heut verpennt auch bekannt als: Ich bleib zu Haus (Keno Hybro Remix) Der perfekte Moment … wird heut verpennt | — | — | — | Erstveröffentlichung: 29. September 2017 Neuauflage: 1. April 2020 (feat. Samy Deluxe) |
| 2017 | Guten Tag, liebes Glück Der perfekte Moment … wird heut verpennt                                                                         | — | — | — | Erstveröffentlichung: 13. Oktober 2017 Neuauflage: 6. September 2019 (feat. Lea)       |
| 2018 | Fahrrad fahr’n Der perfekte Moment … wird heut verpennt                                                                                  | — | — | — | Erstveröffentlichung: 11. Mai 2018                                                     |
| 2018 | Der perfekte Weihnachtsmoment Perfekte Weihnachtsmomente                                                                                 | — | — | — | Erstveröffentlichung: 14. Dezember 2018                                                |
| 2022 | Der Sommer Wer hat hier schlechte Laune                                                                                                  | — | — | — | Erstveröffentlichung: 19. August 2022 feat. Peter Plate                                |
| 2022 | Wer hat hier schlechte Laune | — | — | — | Erstveröffentlichung: 8. September 2022                                                |
| 2022 | Ein Tag wie Gold Wer hat hier schlechte Laune                                                                                            | — | — | — | Erstveröffentlichung: 23. September 2022                                               |
| 2023 | Es wird wieder gut Wer hat hier schlechte Laune                                                                                          | — | — | — | Erstveröffentlichung: 19. Mai 2023                                                     |

### Als Gastmusiker
| Jahr | Titel Album                                                                        | Höchstplatzierung, Gesamtwochen, AuszeichnungChartplatzierungen (Jahr, Titel, Album, Platzierungen, Wochen, Auszeichnungen, Anmerkungen) | Höchstplatzierung, Gesamtwochen, AuszeichnungChartplatzierungen (Jahr, Titel, Album, Platzierungen, Wochen, Auszeichnungen, Anmerkungen) | Höchstplatzierung, Gesamtwochen, AuszeichnungChartplatzierungen (Jahr, Titel, Album, Platzierungen, Wochen, Auszeichnungen, Anmerkungen) | Anmerkungen |
| Jahr | Titel Album                                                                        | DE | AT | CH | Anmerkungen |
| ---- | ---------------------------------------------------------------------------------- | --- | --- | --- | --- |
| 2011 | Ich steh auf Berlin Zeitgeschichte – Das Beste von und für Annette Humpe (Sampler) | — | — | — | Erstveröffentlichung: 24. März 2011 Annette Humpe feat. Selig, Adel Tawil & Max Raabe; Original: Ideal – Berlin |
| 2020 | Kloria (Der Kloschlangen-Song) –                                                   | — | — | — | Erstveröffentlichung: 17. Juni 2020 Carolin Kebekus feat. Max Raabe                                             |
| 2025 | Lass es gehen Schönhauser                                                          | DE37 (1 Wo.)DE | — | — | Erstveröffentlichung: 21. Februar 2025 Zartmann feat. Max Raabe                                                 |

## Videoalben und Musikvideos

### Videoalben
| Jahr | Titel Musiklabel                                                        | Höchstplatzierung, Gesamtwochen, AuszeichnungChartplatzierungen (Jahr, Titel, Musiklabel, Platzierungen, Wochen, Auszeichnungen, Anmerkungen) | Höchstplatzierung, Gesamtwochen, AuszeichnungChartplatzierungen (Jahr, Titel, Musiklabel, Platzierungen, Wochen, Auszeichnungen, Anmerkungen) | Höchstplatzierung, Gesamtwochen, AuszeichnungChartplatzierungen (Jahr, Titel, Musiklabel, Platzierungen, Wochen, Auszeichnungen, Anmerkungen) | Anmerkungen                                                                          |
| Jahr | Titel Musiklabel                                                        | DE | AT | CH | Anmerkungen                                                                          |
| ---- | ----------------------------------------------------------------------- | --- | --- | --- | ------------------------------------------------------------------------------------ |
| 2003 | Palast Revue Blackhill                                                  | DE*DE | — | — | Erstveröffentlichung: 17. November 2003 * Verkäufe werden dem Livealbum hinzuaddiert |
| 2004 | Dort tanzt Lu-Lu! Monopol Records                                       | — | — | — | Erstveröffentlichung: 8. November 2004                                               |
| 2005 | Live in Rome Warner Home Video                                          | — | — | — | Erstveröffentlichung: 8. April 2005                                                  |
| 2006 | In der Berliner Waldbühne Universum Film                                | — | — | — | Erstveröffentlichung: 27. November 2006                                              |
| 2009 | Heute Nacht oder nie – Live in New York – Das Carnegie Hall Konzert SPV | DE*DE | — | — | Erstveröffentlichung: 30. Oktober 2009 * Verkäufe werden dem Livealbum hinzuaddiert  |
| 2014 | Eine Nacht in Berlin Deutsche Grammophon                                | DE*DE | — | — | Erstveröffentlichung: 28. November 2014 * Verkäufe werden dem Livealbum hinzuaddiert |
| 2019 | MTV Unplugged Decca Records                                             | DE*DE | AT7 (2 Wo.)AT | — | Erstveröffentlichung: 22. November 2019 * Verkäufe werden dem Livealbum hinzuaddiert |

### Musikvideos
| Jahr | Titel                                     | Regisseur(e)      |
| ---- | ----------------------------------------- | ----------------- |
| 2006 | Schieß den Ball ins Tor                   | Oliver Sommer     |
| 2011 | Küssen kann man nicht alleine             | Daniel Lwowski    |
| 2011 | Ich bin nur wegen dir hier                |                   |
| 2011 | Mit dir möchte ich immer Silvester feiern |                   |
| 2012 | Für Frauen ist das kein Problem           |                   |
| 2013 | Kleine Lügen                              | Daniel Lwowski    |
| 2017 | Der perfekte Moment … wird heut verpennt  | Daniel Lwowski    |
| 2018 | Fahrrad fahr’n                            |                   |
| 2018 | Mädchen gegen Jungs                       | Johannes Huth     |
| 2020 | Der Rest meines Lebens                    | Felix Kummer      |
| 2020 | Ich bleib zu Haus (Keno Hybro Remix)      |                   |
| 2022 | Der Sommer                                |                   |
| 2022 | Wer hat hier schlechte Laune              | Daniel Lwowski    |
| 2022 | Ein Tag wie Gold                          |                   |
| 2023 | Es wird wieder gut                        | Alexander Gellner |
| 2023 | Mir ist so nach dir                       |                   |
| 2023 | La Mer                                    |                   |
| 2025 | Lass es gehen                             | Sebastian Mowka   |

## Sonderveröffentlichungen

### Alben
| Jahr | Titel Musiklabel                                   | Anmerkungen                                                   |
| ---- | -------------------------------------------------- | ------------------------------------------------------------- |
| 2000 | Kein Schwein ruft mich an Ariola Express           | Erstveröffentlichung: 2000 Label-Zusammenstellung             |
| 2018 | Das Beste vom Besten auf Schallplatte Edel Records | Erstveröffentlichung: 2. November 2018 Label-Zusammenstellung |

| Jahr | Titel Musiklabel                                                                                     | Anmerkungen                                                                                               |
| ---- | --- | --- |
| 2001 | Von Kakteen und Gorillas Ariola Express                                                              | Erstveröffentlichung: 11. November 2001                                                                   |
| 2002 | Es war einmal ein Musicus: Kein Schwein ruft mich an LaserLight                                      | Erstveröffentlichung: 2002                                                                                |
| 2002 | Oh, Donna Clara Koch Music                                                                           | Erstveröffentlichung: 1. März 2002 nur in Österreich veröffentlicht                                       |
| 2003 | An einem Tag im Frühling Koch Music                                                                  | Erstveröffentlichung: 17. März 2003                                                                       |
| 2005 | Nur das Beste Hansa Records                                                                          | Erstveröffentlichung: 1. August 2005 Teil der „Nur-das-Beste“-Reihe                                       |
| 2007 | Party Time! Columbia Records                                                                         | Erstveröffentlichung: 2007 nur in Kolumbien veröffentlicht                                                |
| 2007 | Best of Max Raabe & Palast Orchester BMG Rights Management                                           | Erstveröffentlichung: 9. Mai 2007 nur in Japan veröffentlicht                                             |
| 2008 | Krokodile und andere Hausfreunde / Ich wollt’ ich wär ein Huhn RCA Records                           | Erstveröffentlichung: 6. Juni 2008 Teil der „x2“-Reihe                                                    |
| 2010 | Das Beste vom Palast Orchester mit seinem Sänger Max Raabe Edel Records                              | Erstveröffentlichung: 16. April 2010                                                                      |
| 2011 | Kein Schwein ruft mich an – 50 große Erfolge Musictales                                              | Erstveröffentlichung: 11. Oktober 2011 Teil der „50-große-Erfolge“-Reihe                                  |
| 2012 | Das Beste vom Palast Orchester mit seinem Sänger Max Raabe Vol. 2 Edel Records                       | Erstveröffentlichung: 30. März 2012                                                                       |
| 2012 | Das Beste vom Palast Orchester mit seinem Sänger Max Raabe Vol. 3 – “In English Please” Edel Records | Erstveröffentlichung: 27. April 2012                                                                      |
| 2012 | Glanzlichter Koch Universal                                                                          | Erstveröffentlichung: 29. Juni 2012 Teil der „Glanzlichter“-Reihe; nur in den Niederlanden veröffentlicht |
| 2013 | 20 große Erfolge Euro Trend                                                                          | Erstveröffentlichung: 11. Januar 2013 nur in Österreich veröffentlicht                                    |
| 2014 | Laß uns von Liebe sprechen: 50 große Erfolge, Vol. 2 Musictales                                      | Erstveröffentlichung: 19. September 2014 Teil der „50-große-Erfolge“-Reihe                                |
| 2017 | 30 Jahre Palast Orchester – Ich hör’ so gern Musik Monopol Records                                   | Erstveröffentlichung: 27. April 2017                                                                      |
| 2017 | Das Beste vom Besten und noch viel mehr! Edel Records                                                | Erstveröffentlichung: 7. April 2017                                                                       |
| 2018 | Ich küsse ihre Hand Madame Monopol Records                                                           | Erstveröffentlichung: 30. März 2018                                                                       |
| 2019 | Tanztee Berlin (Kein Schwein ruft mich an) v180                                                      | Erstveröffentlichung: 18. März 2019 Verkäufe: 1.111; limitierte 180g Vinyl-LP                             |

### Lieder
| Jahr | Titel Album                                                                        | Anmerkungen |
| ---- | ---------------------------------------------------------------------------------- | --- |
| 2003 | Love Me or Leave Me Swing It                                                       | Erstveröffentlichung: 17. November 2003 Herman & Tietjen feat. Max Raabe                                                              |
| 2010 | Ich steh auf Berlin Zeitgeschichte – Das Beste von und für Annette Humpe (Sampler) | Erstveröffentlichung: 29. Oktober 2010 Annette Humpe feat. Selig, Adel Tawil & Max Raabe; Original: Ideal – Berlin                    |
| 2014 | Speak Low Escape to Paradise – The Hollywood Album                                 | Erstveröffentlichung: 29. August 2014 Daniel Hope feat. Max Raabe; Original: Mary Martin & Kenny Baker                                |
| 2016 | Ihr Kinderlein, kommet Ein Wintermärchen – Weihnachtslieder aus Deutschland        | Erstveröffentlichung: 25. November 2016 Deutsches Filmorchester Babelsberg feat. Max Raabe; Original: Anton Höfer                     |
| 2016 | Stille Nacht Ein Wintermärchen – Weihnachtslieder aus Deutschland                  | Erstveröffentlichung: 25. November 2016 Deutsches Filmorchester Babelsberg feat. Max Raabe Original: Franz Xaver Gruber & Joseph Mohr |
| 2019 | Der Rest meines Lebens Kiox                                                        | Erstveröffentlichung: 11. Oktober 2019 · Kummer feat. Max Raabe; Verkäufe: + 15.000; AT: Gold                                         |
| 2025 | Lass es gehen Schönhauser                                                          | Erstveröffentlichung: 4. April 2025 Zartmann feat. Max Raabe                                                                          |

| Jahr | Titel Album                                                              | Anmerkungen |
| ---- | ------------------------------------------------------------------------ | --- |
| 2010 | Ich steh auf Berlin Zeitgeschichte – Das Beste von und für Annette Humpe | Erstveröffentlichung: 29. Oktober 2010 Annette Humpe feat. Selig, Adel Tawil & Max Raabe; Original: Ideal – Berlin                                    |
| 2013 | Wer hat Angst vor dem bösen Wolf? Giraffenaffen 2                        | Erstveröffentlichung: 18. Oktober 2013 Original: Dorothy Compton & Mary Moder – Who’s Afraid of the Big Bad Wolf?                                     |
| 2017 | Schlaflied Sesamstraße präsentiert – Ernie und Bert singen mit Stars     | Erstveröffentlichung: 27. Januar 2017 mit Ernie & Bert                                                                                                |
| 2018 | Mädchen gegen Jungs Bibi & Tina – Star-Edition                           | Erstveröffentlichung: 28. September 2018 als Teil der Bibi & Tina All Stars Original: Lina Larissa Strahl, Lisa-Marie Koroll, Phil Laude & Louis Held |
| 2018 | Viel zu selten gehen wir zelten Bibi & Tina – Star-Edition               | Erstveröffentlichung: 28. September 2018 Original: Fabian Buch                                                                                        |
| 2022 | Herzlichen Glückwunsch Ku’damm 56 – Das Musical (Deluxe-Edition)         | Erstveröffentlichung: 24. Juni 2022 mit Peter Plate & Ulf Leo Sommer                                                                                  |

| Jahr | Titel Soundtrack zu                                      | Anmerkungen                                        |
| ---- | -------------------------------------------------------- | -------------------------------------------------- |
| 1995 | Jene irritierte Auster Für mich soll’s rote Rosen regnen | Erstveröffentlichung: Juli 1995 mit Hildegard Knef |
| 1996 | Rinderwahn Charley’s Tante                               | Erstveröffentlichung: 10. Dezember 1996            |
| 2002 | You’re the Cream in My Coffee Invincible – Unbesiegbar   | Erstveröffentlichung: 25. Februar 2002             |

## Promoveröffentlichungen
| Jahr | Titel Album                                                           | Anmerkungen |
| ---- | --------------------------------------------------------------------- | --- |
| 2001 | Sex Bomb Die Hits des Jahres                                          | Erstveröffentlichung: 2001 Original: Tom Jones & Mousse T.; nur in Frankreich veröffentlicht                                                                  |
| 2005 | Gekommen um zu bleiben (Swing Version) –                              | Erstveröffentlichung: 16. Dezember 2005 Wir sind Helden & Max Raabe & Das Palastorchester Verkäufe: 500, werden dem Original von Wir sind Helden hinzuaddiert |
| 2006 | Oops!… I Did It Again / Sex Bomb Die Hits des Jahres                  | Erstveröffentlichung: 2006 Original: Britney Spears / Tom Jones & Mousse T.; nur in Griechenland veröffentlicht                                               |
| 2011 | Krise Küssen kann man nicht alleine                                   | Erstveröffentlichung: 2011 |
| 2022 | Herzlichen Glückwunsch Ku’damm 56 – Das Musical (Deluxe-Edition)      | Erstveröffentlichung: 1. April 2022 mit Peter Plate & Ulf Leo Sommer                                                                                          |
| 2023 | Mir ist so nach dir Mir ist so nach dir – Klassiker der 20er und 30er | Erstveröffentlichung: 11. August 2023 |
| 2023 | La Mer Mir ist so nach dir – Klassiker der 20er und 30er              | Erstveröffentlichung: 15. September 2023 |

## Boxsets
| Jahr | Titel Musiklabel              | Anmerkungen                           |
| ---- | ----------------------------- | ------------------------------------- |
| 2004 | Hitbox Monopol Records        | Erstveröffentlichung: 1. April 2004   |
| 2007 | Hitbox Vol. 2 Monopol Records | Erstveröffentlichung: 20. April 2007  |
| 2008 | In der Bar Sony BMG           | Erstveröffentlichung: 29. August 2008 |

## Statistik

### Chartauswertung
|                     | DE     | AT     | CH    |
| ------------------- | ------ | ------ | ----- |
| Nummer-eins-Alben   | DE—DE  | AT—AT  | CH—CH |
| Top-10-Alben        | DE5DE  | AT1AT  | CH—CH |
| Alben in den Charts | DE16DE | AT10AT | CH5CH |

|                       | DE    | AT    | CH    |
| --------------------- | ----- | ----- | ----- |
| Nummer-eins-Singles   | DE—DE | AT—AT | CH—CH |
| Top-10-Singles        | DE—DE | AT—AT | CH—CH |
| Singles in den Charts | DE3DE | AT—AT | CH—CH |

|                          | DE    | AT    | CH    |
| ------------------------ | ----- | ----- | ----- |
| Nummer-eins-Videoalben   | DE—DE | AT—AT | CH—CH |
| Top-10-Videoalben        | DE—DE | AT1AT | CH—CH |
| Videoalben in den Charts | DE—DE | AT1AT | CH—CH |

### Auszeichnungen für Musikverkäufe
Anmerkung: Auszeichnungen in Ländern aus den Charttabellen bzw. Chartboxen sind in ebendiesen zu finden.
| Land/RegionAuszeichnungen für Musikverkäufe (Land/Region, Auszeichnungen, Verkäufe, Quellen) | Gold     | Platin     | Verkäufe | Quellen           |
| -------------------------------------------------------------------------------------------- | -------- | ---------- | -------- | ----------------- |
| Deutschland (BVMI)                                                                           | 3× Gold3 | 2× Platin2 | 550.000  | musikindustrie.de |
| Österreich (IFPI)                                                                            | Gold1    | —          | 15.000   | ifpi.at           |
| Insgesamt                                                                                    | 4× Gold4 | 2× Platin2 |          |                   |